# 2ва самолёта
«2ва самолёта» («Два самолёта») — советская и российская группа, появившаяся в Ленинграде в 1990 году, играющая в самобытном стиле, включающем элементы ска, латино, фанка и других музыкальных направлений.

## История
В 1990 году Антон Белянкин и Вадим Покровский создали ансамбль, получивший название «Два самолёта». Фактически Белянкин и Покровский пытались играть вместе ещё с середины 1980-х, а название «Два самолёта» появилось ещё в 1989 году. Песни группы запомнились слушателям благодаря текстам на языке, который сами музыканты называли суахили (хотя к суахили он не имел никакого отношения: Вадим Покровский предпочитал на концертах импровизировать, сочиняя новые слова, так что песни группы звучали очень необычно). Творчество «Самолётов» высоко оценивалось критиками, в частности, Борис Барабанов из «Коммерсанта» включал «2ва самолёта» в число самых ярких российских групп 1990-х годов. Также группа получила широкую известность благодаря таким своим хитам, как «Подруга подкинула проблем», «Бамбула», «Небесное пиво» и др. Осенью 1995 года музыканты группы участвовали в создании недолго просуществовавшего петербургского клуба «Нора», а в октябре 1996 года там же, в Петербурге, открыли уже свой, работающий до сих пор (август 2021 года) клуб «Грибоедов». В 2000 году группа приняла участие в записи кавера на песню группы «Кино» «Уходи» для трибьюта «КИНОпробы».
В 1997 году Вадим Покровский покинул группу, пытаясь излечиться от наркотической зависимости. В роли вокалиста «Самолётов» Вадима заменяли Алексей Лазовский и Антон Белянкин, позднее — гитарист группы «Странные игры» Григорий Сологуб. В 2000 году Покровский вновь вернулся в группу и в последние годы уже не употреблял наркотиков, но здоровье его было сильно подорвано. 24 сентября 2003 года на 37 году Вадим Покровский ушёл из жизни; артист злоупотреблял героином около 12 лет, и заболевания, вызванные наркотической зависимостью, скорее всего, и стали причиной смерти музыканта. «Ка Ра Бас» был последним альбомом группы, записанным при участии Покровского. Вокал Вадима в заключительной песне альбома («Карабогазгол») пришлось собирать по частям с различных живых выступлений. Вадим был похоронен на кладбище г.Павловска, пригород Санкт-Петербурга..

## Состав

### Текущий состав
- Антон Белянкин — вокал, бас-гитара, текст;
- Армен «Мон» Чикунов — вокал, клавишные;
- Даниил Клешнин — гитара;
- Андрей «Дрон» Орлов — ударные;
- Леон Суходольский — саксофон;
- Пётр Кротов — тромбон.

### Бывшие участники
- Вадим Покровский — вокал, гитара; (25 марта 1967 г. — 24 сентября, 2003 г.) † Скончался от сердечного приступа, спровоцированного многолетней наркозависимостью[6].
- Григорий Сологуб — вокал, гитара; (19 июля 1961 года — 27 февраля 2009 года) † Скончался поздно вечером 27 февраля в Мариинской больнице в Санкт-Петербурге от сердечной недостаточности вследствие врождённого эндокардита.
- Алексей Лазовский — вокал, тенор-горн, тромбон; (20 февраля 1969 года - 1 апреля 2018 года) † Скончался 1 апреля в четвертом отделении больницы им. Боткина после продолжительной болезни.
- Андрей Коган — труба;
- Алексей Канев — саксофон;
- Михаил Синдаловский — ударные;
- Владимир Титов — ударные;
- Илья Потапов — саксофон;
- Сергей Кулаков — труба;
- Александр Шванёв — тромбон;
- Денис Медведев — духовые, клавишные † (1970—2017)[7].

## Дискография
- 1991 — «Крошка Лу, пронзающая сердца» (магнитоальбом)
- 1993 — «Когда поёт далекий друг»
- 1994 — «Убийцы среди нас»
- 1995 — «Звуки северной столицы»
- 1996 — «3 Бамбулы»
- 1996 — «Пчёлы и мёд»
- 1999 — «Дон Педро Гомес и Мамочка»
- 2000 — «Подруга подкинула проблем»
- 2003 — «3ри песни» (сингл)
- 2004 — «КА РА БАС»
- 2004 — «POO!»
- 2010 — «Чистое Базелюре» (мини-альбом)[8]